# Capitán América (película de 1979)
Capitán América es una película para televisión estadounidense de acción y aventura de 1979 basada en el personaje creado por Marvel Comics del mismo nombre, dirigida por Rod Holcomb y protagonizada por Reb Brown. La película fue seguida por la secuela Captain America II: Death Too Soon, también lanzada en el mismo año.

## Argumento
Steve Rogers es un personaje de la época contemporánea cuyo padre era un agente del gobierno de 1940. La actitud muy patriótica del padre de Steve le valió el apodo de Capitán América, y su padre es mencionado como de haber sido asesinado. Rogers, un ex infante de marina ahora ganándose la vida como artista, es inspirado por esta historia para dibujar un superhéroe. Después de recibir lesiones potencialmente mortales en un accidente, se le administra una sustancia química experimental llamado FLAG -Capacidad latente completa Gain-fórmula (en un punto se le refiere como un "súper-esteroide")-, que no sólo le salva la vida, sino que también mejora su cuerpo con fuerza y reflejos aumentados. Estas nuevas habilidades conducen al Dr. Simon Mills (Len Birman), el funcionario bioquímico de investigación e inteligencia que le había dicho a Rogers acerca de su padre, a reclutarlo y dar a Steve un traje basado en su dibujo. Como el Capitán América, también hace uso significativo de una reconstrucción especializada de la furgoneta que ha estado conduciendo, ya que por la parte trasera se puede desprender una motocicleta modificada. Sus funciones incluyen un empuje del cohete para un comienzo rápido de la camioneta, un impulso de chorro para una mayor velocidad, un entorno que permita a la moto ser montada con menos ruido para el movimiento sigiloso y una estructura de ala delta que puede permitir que la moto se deslice por el suelo con algo de impulso hacia adelante, aunque se debe echar por la borda en el aterrizaje.

## Recepción
Captain America recibió reseñas negativas de parte de la audiencia. En Rotten Tomatoes, de parte de la audiencia, la película tiene una aprobación de 9%, basada en 365 votos, con una calificación de 2.0/5.
En el sitio IMDb los usuarios le han dado una calificación de 3.8/10, sobre la base de 1195 votos. En la página FilmAffinity tiene una calificación de 3.7/10, basada en 94 votos.